# Таронік
Таронік (вірм. Տարոնիկ) — село в марзі Армавір, на заході Вірменії. Село розташоване за 9 км на південний захід від міста Вагаршапат, за 2 км на захід від села Араташен, за 4 км на південний захід від села Аршалуйс та за 4 км на південний схід від села Акналіч. За один кілометр від села розташована пам'ятка часів Залізної доби.